# 1276

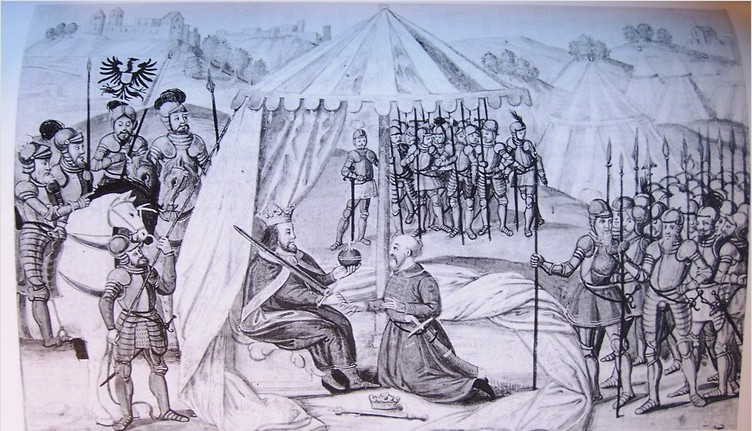
Ottokar II onderwerpt zich aan Rudolf I

Het jaar 1276 is het 76e jaar in de 13e eeuw volgens de christelijke jaartelling.

## Gebeurtenissen
- juni - koning Rudolf I verklaart de oorlog aan Ottokar II van Bohemen
  - oktober - Rudolf belegert Wenen
  - 21 november - Ottokar geeft zich gewonnen. In een verdrag erkent hij Rudolf als koning en geeft hij zijn aanspraken op Oostenrijk en omliggende gebieden op, die vervallen aan de kroon.
- Als de Mongolen zijn hoofdstad Hangzhou aanvallen, blijft keizer Gongdi achter terwijl hij zijn broers met de hofhouding naar Lantau laat vluchten. Zijn broer Duanzong wordt tot keizer benoemd.
- Na de dood van paus Gregorius X worden achtereenvolgens Innocentius V, Adrianus V en Johannes XXI tot paus gekozen. 1276 is daarmee het enige vierpausenjaar in de geschiedenis.
  - zie ook: Conclaaf van 1276 (januari), Conclaaf van 1276 (juli) en Pausverkiezing van 1276
  - Paus Johannes XXI vaardigt het decreet Licet felicis recordationis af, waarmee Ubi Periculum wordt verworpen.
- Eduard I van Engeland verklaart Llywelyn ap Gruffydd, de prins van Wales, tot opstandeling, en maakt zich klaar tegen hem op te trekken.
- Augsburg (9 maart) en Schwäbisch Hall worden rijkssteden, zie Rijksstad Augsburg en Rijksstad Schwäbisch Hall.
- Pinamonte Bonacolsi wordt benoemd tot heer van Mantua.
- De heerlijkheid Homburg ontstaat.
- Susteren krijgt stadsrechten.
- Stadsbrand in Lübeck.
- Magnus I van Zweden trouwt met Helvig van Holstein
- Wonder van Loosduinen: Volgens de legende zou Margaretha van Holland voor haar dood 364 of 365 kinderen gebaard hebben.
- Het Vrouwe Menoldaconvent in Groningen wordt gesticht.
- Oudst bekende vermelding: Aurich, Dalen, Mathenesse, Muilkerk (Dussen), Padhuis, Zoeterwoude

## Opvolging
- patriarch van Alexandrië (Grieks) - Theodosius IV opgevolgd door Theodosius V
- Aragon, Valencia en Barcelona - Jacobus I opgevolgd door zijn zoon Peter III
- Majorca - Jacobus I van Aragon opgevolgd door zijn zoon Jacobus II
- Nassau (zuidelijke deel) (24 januari) - Walram II opgevolgd door zijn zoon Adolf I
- Oostenrijk, Stiermarken, Karinthië en Krain - Ottokar II van Bohemen opgevolgd door koning Rudolf I
- paus: Gregorius X opgevolgd door (21 januari) Pierre de Tarantaise als paus Innocentius V, op zijn beurt opgevolgd door Ottobuono Fieschi dei Conti di Lavagna als Adrianus V, op zijn beurt opgevolgd door Pietro Juliani als Johannes XXI
- Putten - Nicolaas II opgevolgd door zijn zoon Nicolaas III
- Servië - Stefan Uroš I opgevolgd door zijn zoon Stefan Dragutin
- Song (China) - Gongdi opgevolgd door zijn broer Duanzong
- Waldeck - Adolf II opgevolgd door zijn broer Otto I

## Geboren
- mei - Lodewijk van Évreux, Frans prins en edelman
- 14 september - Hugh I van Devon, Engels edelman
- 29 september - Christoffel II, koning van Denemarken (1320-1326, 1329-1332)
- 4 oktober - Margaretha van Brabant, echtgenote van Hendrik VII
- 19 oktober - Hisaaki, shogun (1289-1308)
- Trần Anh Tông, keizer van Vietnam (1293-1314)

## Overleden
- 10 januari - Gregorius X (~55), paus (1271-1276)
- 24 januari - Walram II van Nassau (~56), graaf van Nassau
- 26 maart - Margaretha van Holland (~41), Hollands edelvrouw
- 22 juni - Innocenctius V (~50), paus (1276)
- 27 juli - Jacobus I (68), koning van Aragon (1213-1276)
- 18 augustus - Adrianus V (~56), paus (1276)
- 4 september - Riccardo Annibaldi, Italiaans kardinaal
- 6 september - Vicedominus de Vicedominis, Italiaans kardinaal en paus-elect
- Menko van Bloemhof (~63), Fries abt
- Sambor II (~68), hertog van Pommerellen
- Guido Guinizelli, Italiaans dichter (jaartal bij benadering)

## Afbeeldingen

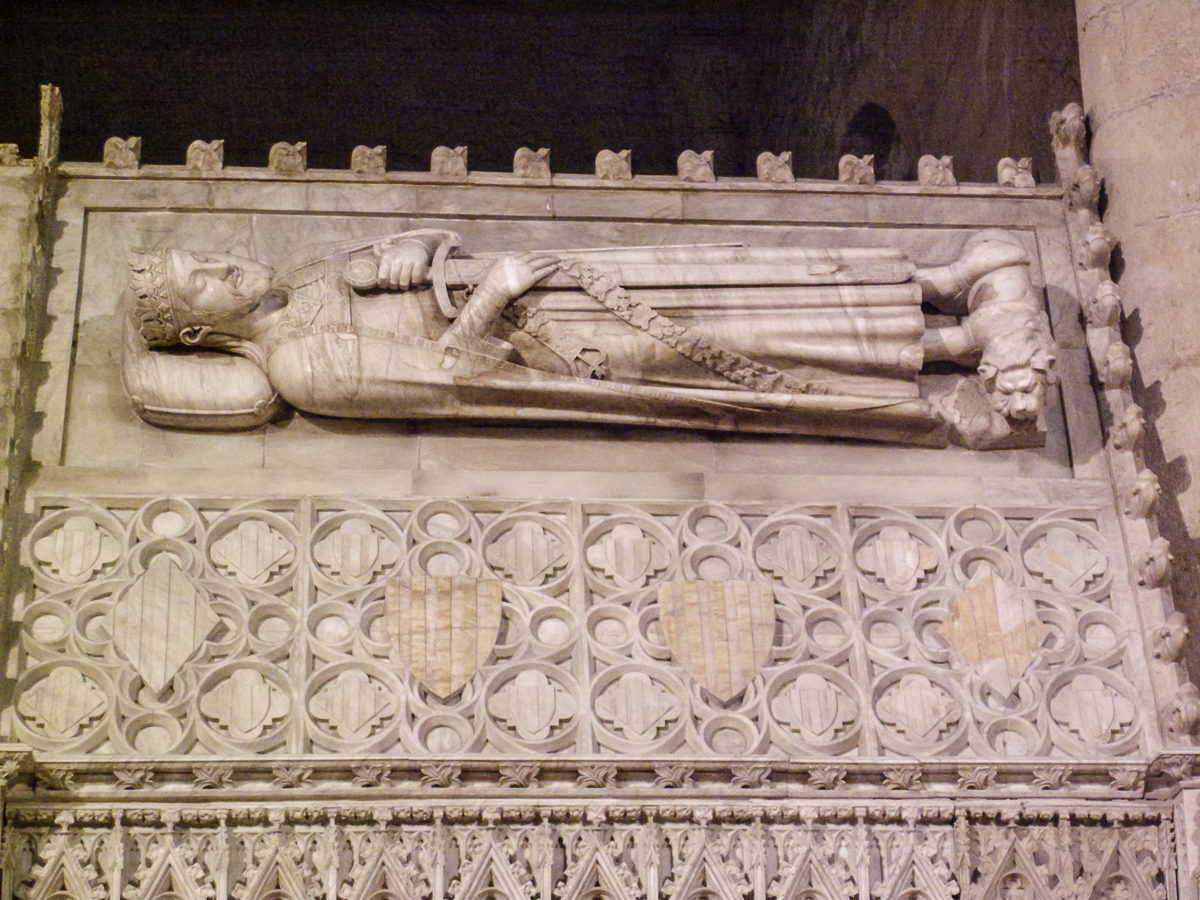
Graftombe van Jacobus I
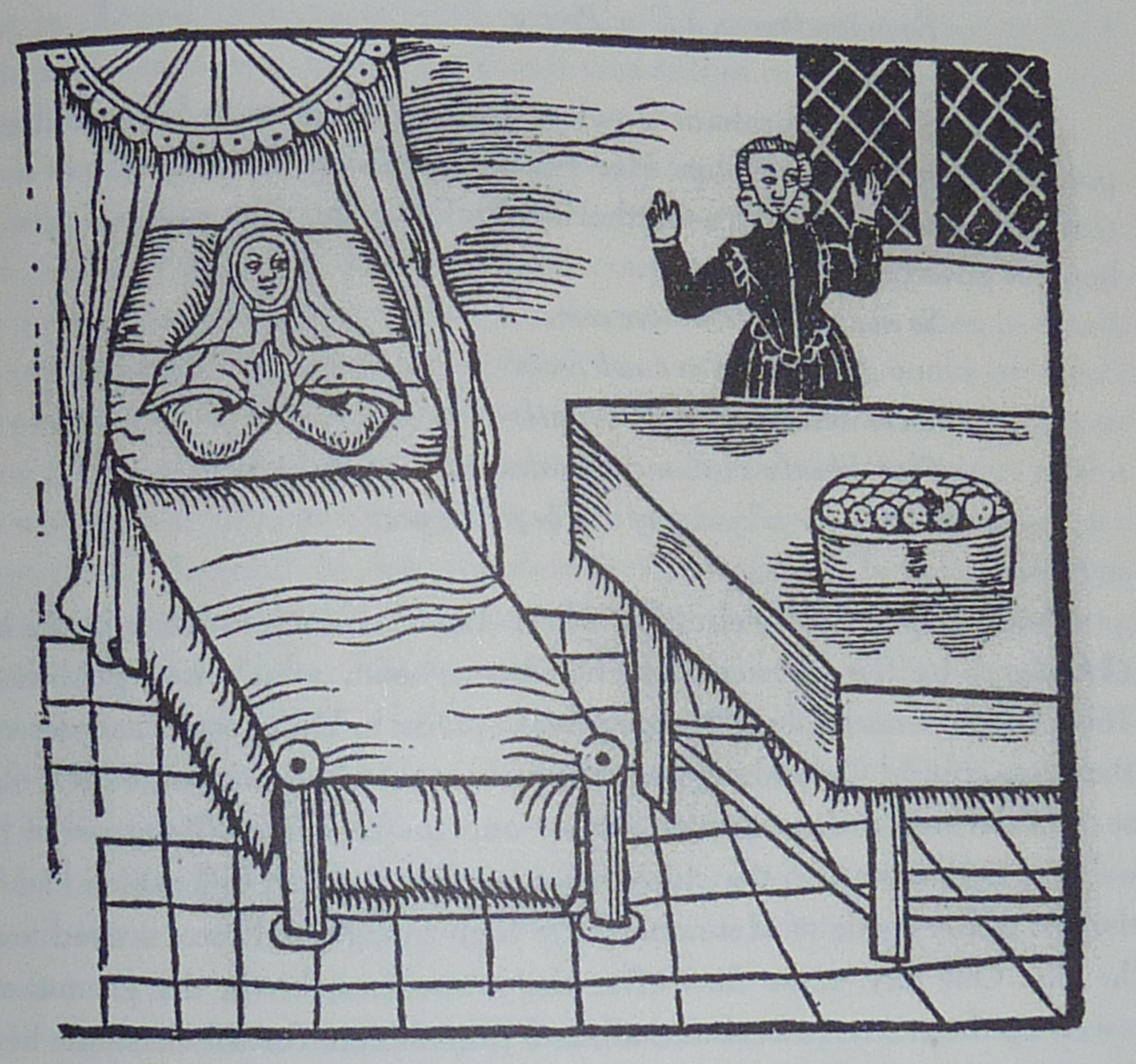
kraambed van Margaretha van Holland
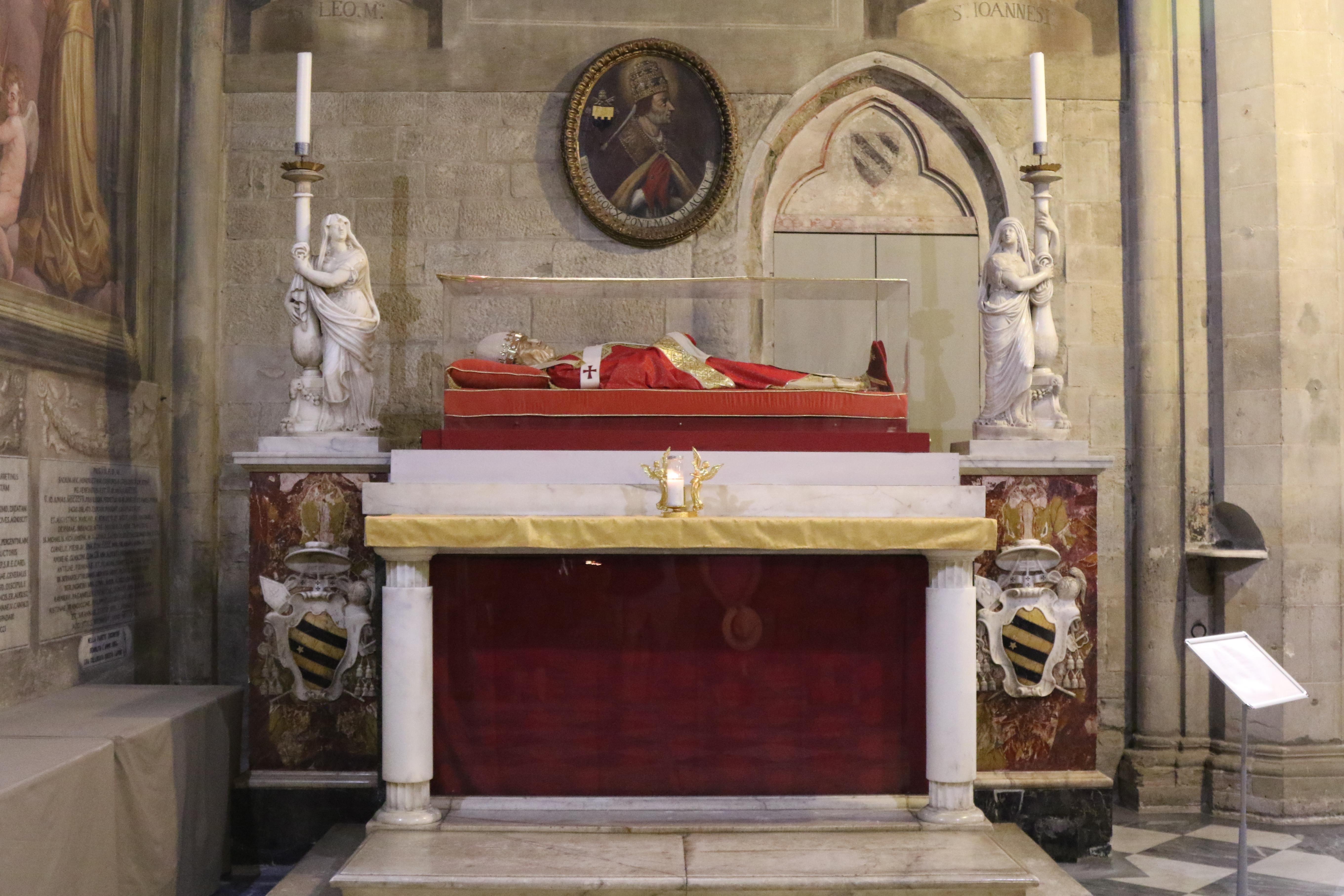
graftombe van Gregorius X
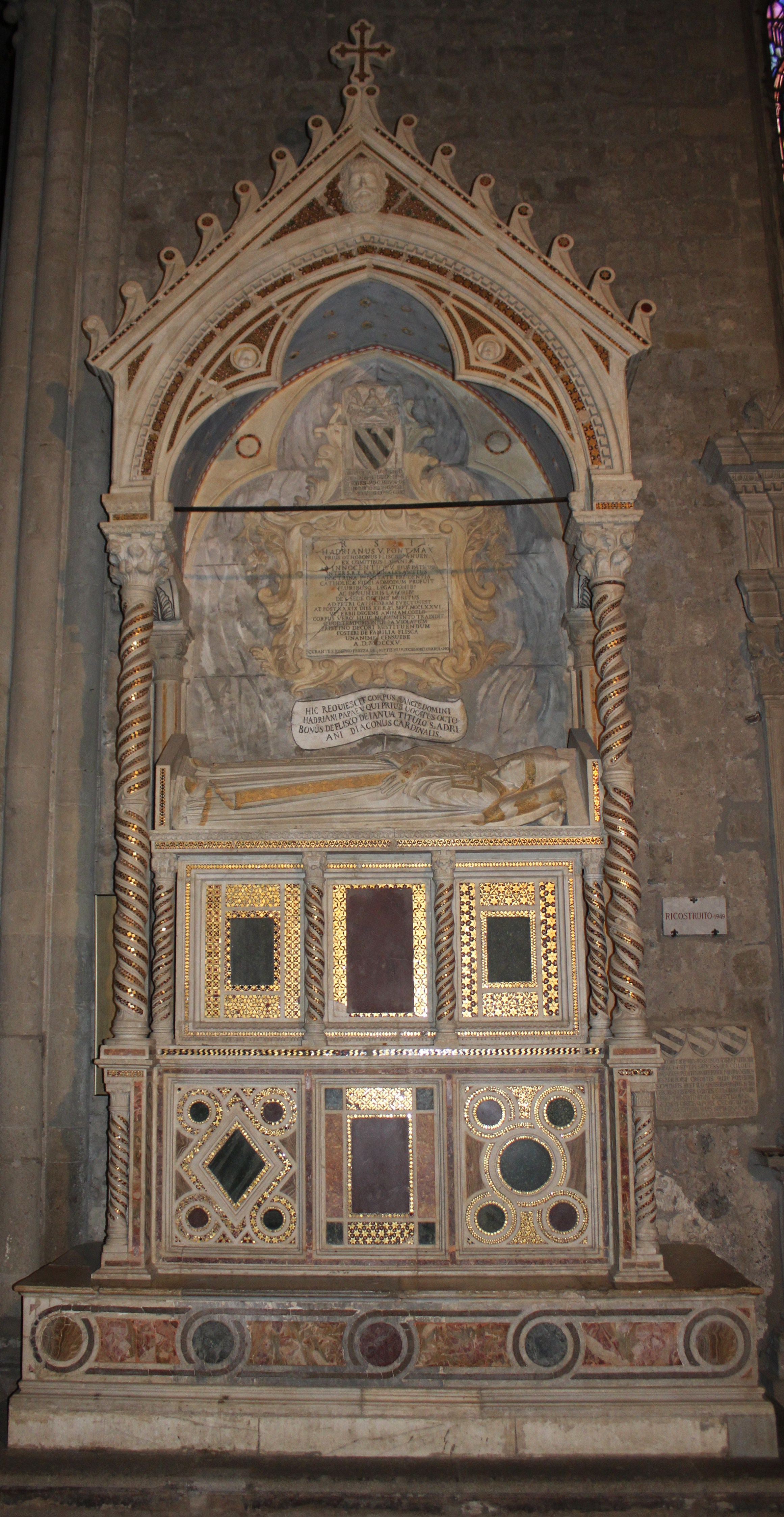
mausoleum van Adrianus V